# Flussseeschwalbenkolonie Banter See

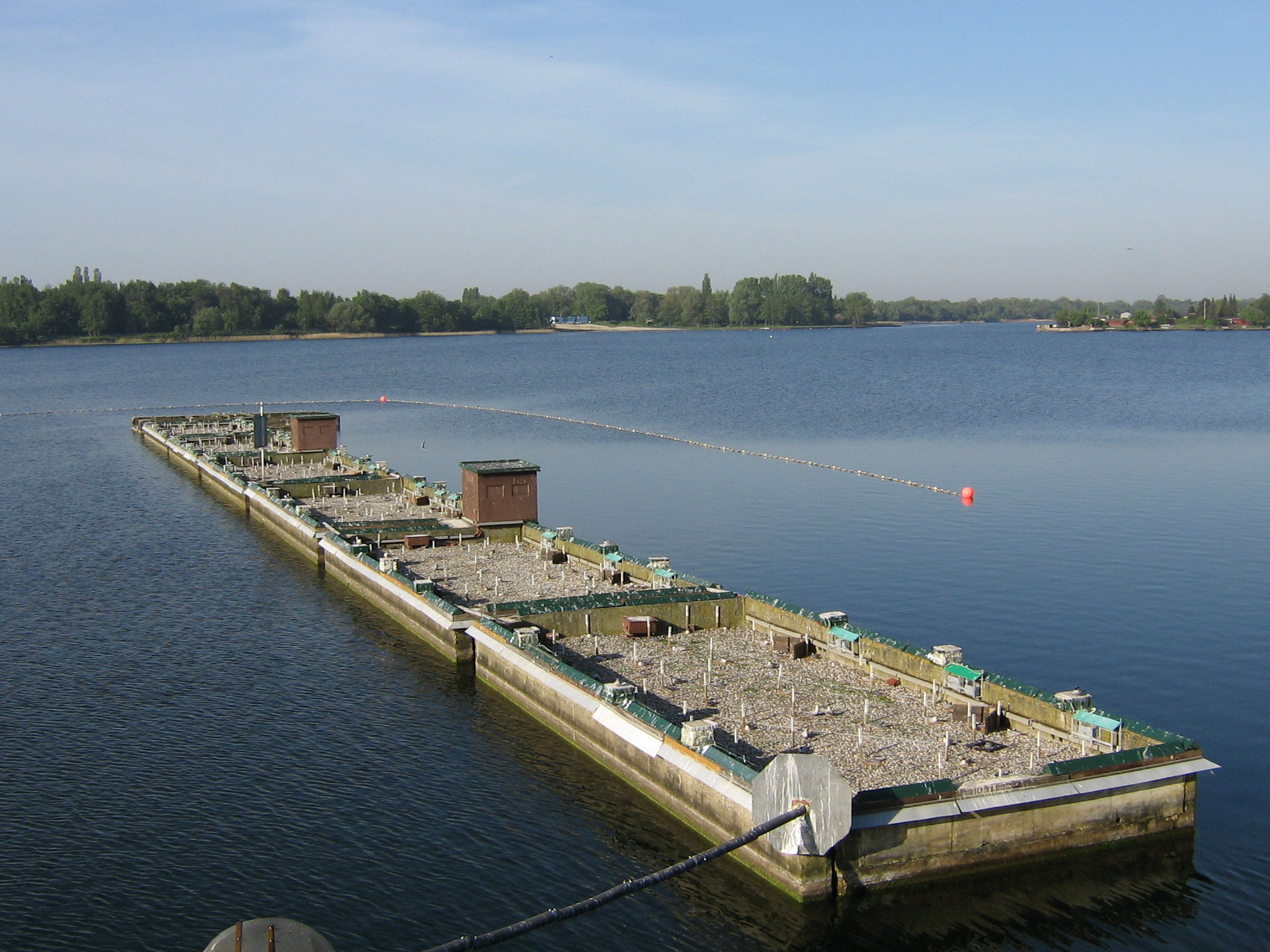
Flussseeschwalbenkolonie am Banter See in Wilhelmshaven

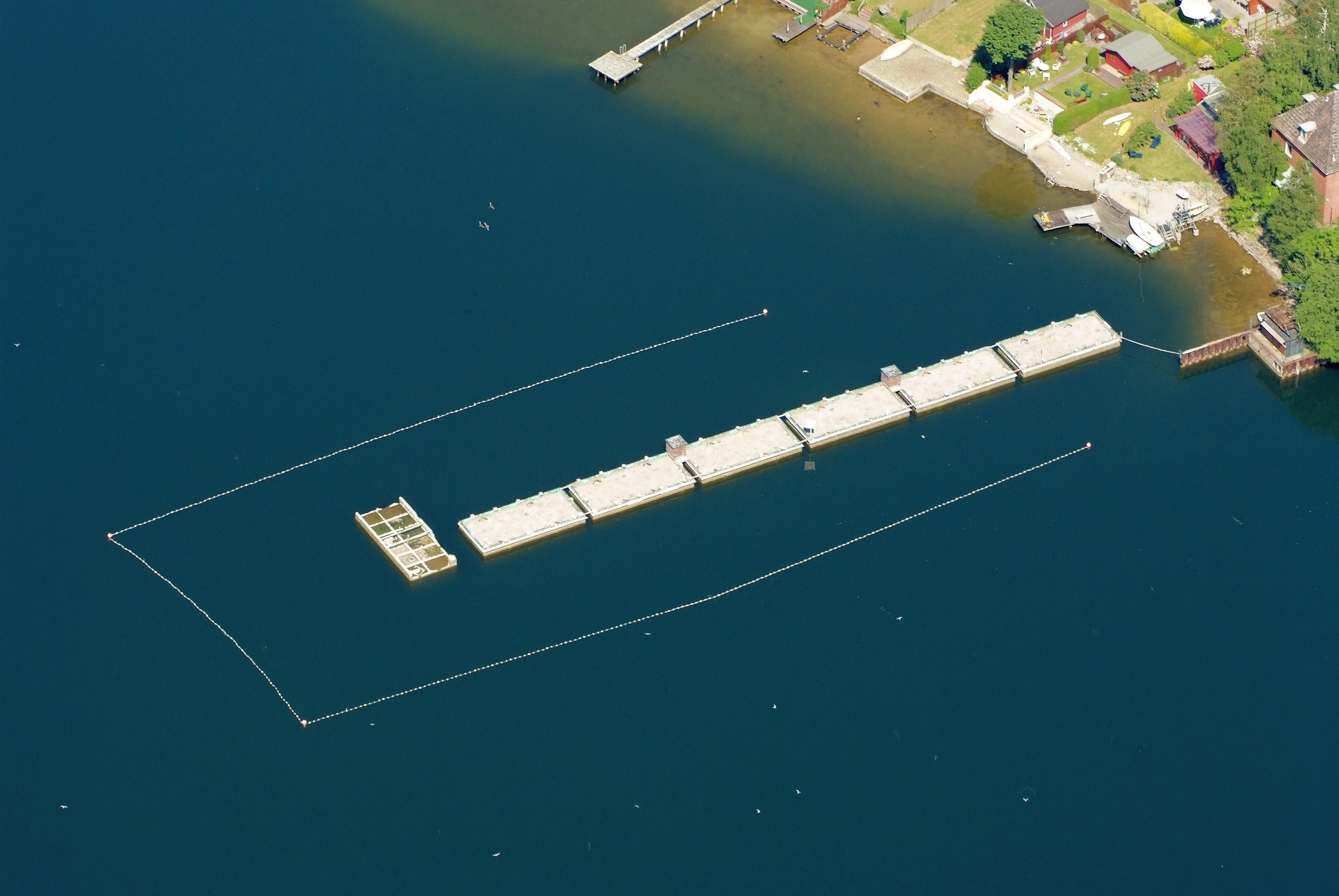
Luftbild der Flussseeschwalbenkolonie

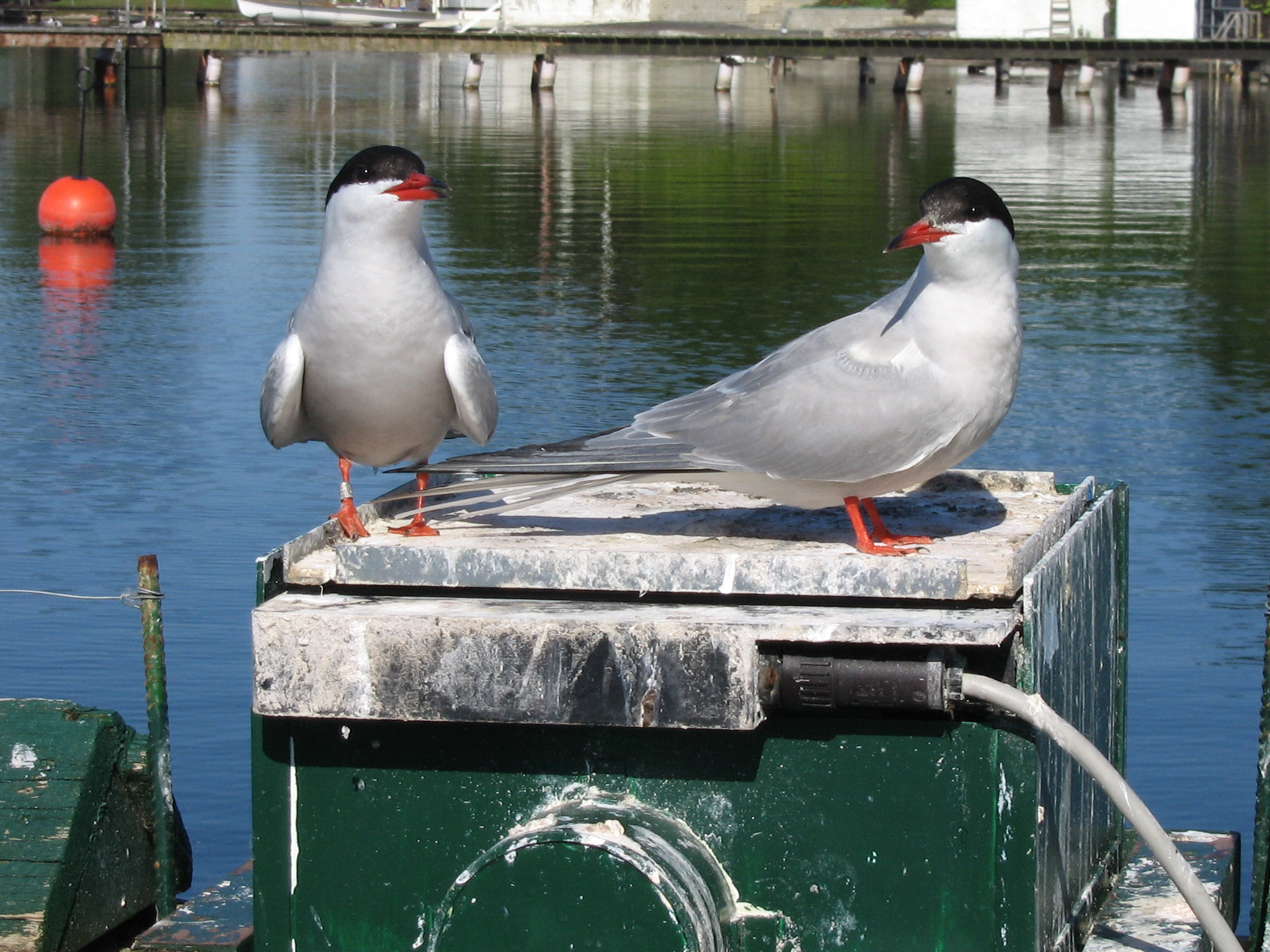
Markierte Flussseeschwalben sitzen auf einem mit Antenne und Waage ausgestatteten Rastplatz.

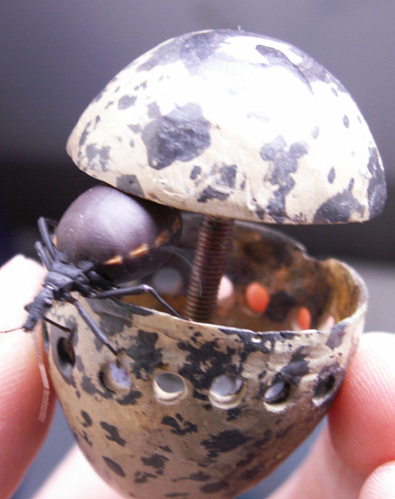
Vollgesaugte Wanze im künstlichen Ei.

Die Flussseeschwalbenkolonie Banter See befindet sich am Banter See in Wilhelmshaven.
Für die Flussseeschwalbenkolonie besteht ein Langzeit-Forschungsprojekt des Instituts für Vogelforschung „Vogelwarte Helgoland“ zur Biologie der Flussseeschwalbe (Sterna hirundo), einer kleinen langlebigen Seevogelart. Seit 1984 brüten Flussseeschwalben an der Nordseite des Banter Sees und werden seitdem intensiv beobachtet und studiert.

## Standort
Der Standort besteht aus sechs, jeweils von einer Betonmauer umgebenen, künstlichen Betoninseln, die als ehemalige Bestandteile des U-Boothafens im Banter See vorhanden waren. Der Brutplatz ist als Naturdenkmal der Stadt Wilhelmshaven ausgewiesen. Ursprünglich brütete die Kolonie im Nordhafen, musste aber wegen Umbauten umgesiedelt werden. Dies gelang durch Anlocken der Vögel mit Klangattrappen.

## Kolonie
Von den anfänglich 90 Brutpaaren wuchs die Kolonie bis auf 530 Brutpaare im Jahre 2005, schrumpfte jedoch durch verminderten Bruterfolg, geringere Jungvogelüberlebensraten und verzögerte Erstbrut bis auf 430 Paare im Jahre 2011, zurückzuführen auf schlechte Nahrungsbedingungen. Der Bruterfolg ist sehr variabel und stark abhängig von der Ernährungssituation im Wattenmeer, wo die Flussseeschwalben nach Jungfischen von Hering, Sprotte und Stint suchen. Die Prädationsrate ist durch Schutzmaßnahmen vor Ratten und anderen terrestrischen Prädatoren gering. Vor einigen Jahren gab es allerdings starke Verluste durch Eulen. Die Kolonie ist außerdem vor Hochwasser geschützt.

## Methoden
Seit 1980 wurden alle Küken beringt, um den Bruterfolg zu ermitteln. Seit 1992 wurden inzwischen mehr als 5.000 Jungvögel   und zusätzlich einige Altvögel mit Transpondern markiert. In jeder Saison werden die transpondermarkierten Tiere mit einem Antennensystem automatisch erfasst, ohne dass sie gefangen werden müssen. Dies geschieht an Sitzplätzen auf den Mauern (Nichtbrüter und Brutvögel) sowie an den Nestern (Brutvögel). An vielen Sitzplätzen sind auch Waagen eingebaut, an denen die Vögel automatisch gewogen werden können.  Mit diesem System lassen sich Jahr für Jahr Ankunftstermine, Körpergewichte, Paarpartner und Bruterfolg hunderter Vögel dokumentieren. So können die Lebensgeschichten der standorttreuen Flussseeschwalben verfolgt und daraus wichtige Informationen für die Populationsökologie langlebiger Vögel gewonnen werden.
Viele Merkmale verändern sich mit dem Alter der Flussseeschwalben, die im Laufe ihres Lebens immer besser werden. So verschieben sie den Ankunfts- und Legetermin und steigern den Bruterfolg bis zum Alter von etwa 15 Jahren, bevor sie in hohem Alter Seneszenz zeigen. Den höchsten Lebensbruterfolg haben die Flussseeschwalben, die ein sehr hohes Alter erreichen.
Für Untersuchungen der Physiologie der Tiere werden auch Blutproben ohne den Fang der Altvögel genommen. Die Blutentnahme ohne das Einfangen verhindert den Stress bei den Tieren, der die Blutwerte z. B. durch erhöhte Stresshormone verändern könnte. Dies gelingt durch den Einsatz mexikanischer Raubwanzen (Dipetalogaster maxima), die hungrig in ein hohles künstliches Ei gesetzt und dem Brutvogel ins Nest gelegt werden. Durch Löcher in der Eierschale kann die Wanze vom Brutvogel Blut saugen, das anschließend zu Untersuchungen an Hormonen, anderen Blutparametern und Genetik genutzt wird.